# 马修·邓纳姆
马修·邓纳姆（英語：Matthew Dunham，1994年8月15日—），新西兰男子赛艇运动员。他曾代表新西兰参加美国萨拉索塔举行的2017年世界赛艇锦标赛，获得男子轻量级双人双桨银牌。